# Абельтсхаузер, Конрад
Ко́нрад А́бельтсхаузер (нем. Konrad Abeltshauser; род. 2 сентября 1992, Бад-Тёльц, Бавария) — немецкий профессиональный хоккеист, защитник. Игрок сборной Германии по хоккею с шайбой.

## Биография
Родился 2 сентября 1992 года в Германии. Воспитанник хоккейного клуба «Бад-Тёльц», с 2005 по 2009 год выступал за молодёжную команду клуба в юношеском чемпионате Германии. В 2009 году на драфте Канадской хоккейной лиги был выбран в первом раунде под 28 номером командой «Галифакс Мусхэдз».
Выступал за команду в Юниорской хоккейной лиге Квебека четыре сезона, с 2009 по 2013 год. В 2013 году вместе с командой хоккеист стал обладателем Президентского кубка и Мемориального кубка. В 2010 году на драфте НХЛ права на игрока были закреплены за командой «Сан-Хосе Шаркс». 14 апреля 2012 года игрок подписал контракт новичка с клубом.
В сезоне 2013/14 дебютировал в Американской хоккейной лиге за команду «Вустер Шаркс», фарм-клуб «Сан-Хосе». За команду сыграл 2 сезона, в 107 матчах забросил 9 шайб и отдал 31 голевую передачу. В сезоне 2014/15 сыграл несколько матчей в хоккейной лиге восточного побережья за «Аллен Американс», став обладателем Кубка Келли. Сезон 2015/16 начинал в АХЛ в клубе «Чикаго Вулвз», по ходу сезона перешёл в немецкий клуб «Ред Булл», подписав контракт с командой 16 января 2016 года. В составе клуба стал трёхкратным чемпионом страны, в сезоне 2016/2017 признан лучшим защитником лиги.
Выступал за юниорские и молодёжные команды Германии, в 2012 году был капитаном молодёжной сборной страны. В 2017 году дебютировал на чемпионате мира по хоккею с шайбой за основную команду Германии. Вошёл в расширенный список из 30 игроков для участия в зимних Олимпийских играх 2018 года, но не попал в окончательную заявку.